# Isidrogalvia neblinae
Isidrogalvia neblinae är en kärrliljeväxtart som beskrevs av Julian Alfred Steyermark och L.M.Campb. Isidrogalvia neblinae ingår i släktet Isidrogalvia och familjen kärrliljeväxter. Inga underarter finns listade.